# 김인식 (대전광역시의원)
김인식(1957년 9월 9일 ~ )은 대한민국의 정치인이다. 대전광역시의원을 역임했으며, 퇴임 후 대전광역시사회서비스원 원장이 되었다.

## 학력
- 대전시립중고등학교 졸업

## 사건 사고
45년전 실업전수학교 학력이 고졸로 인정되지 않아 학사와 석사 학위까지 무효가 되었다.

## 역대 선거 결과
|  | 26.54% |

|  | 44.57% |

|  | 58.59% |

|  | 73.62% |